# Filippa di Lancaster (regina del Portogallo)
Filippa di Lancaster, o Filippa d'Inghilterra (Castello di Leicester, 31 marzo 1360 – Odivelas, 19 luglio 1415), è stata una nobile inglese, principessa della famiglia dei Plantageneti, che fu regina consorte del Portogallo, dal 1387 alla sua morte. Il suo matrimonio con Giovanni I del Portogallo andò a rafforzare l'Alleanza anglo-portoghese e si rivelò estremamente prolifico anche in termini di progenie. Filippa era figlia di Giovanni Plantageneto e della moglie Bianca di Lancaster ed era la sorella di Enrico IV d'Inghilterra.

## Origine ed educazione
Era la figlia primogenita di Giovanni Plantageneto, duca di Lancaster, e della sua consorte e cugina, Bianca di Lancaster (1345-1369), figlia di Enrico di Grosmont, primo duca di Lancaster, e di Isabella di Beaumont. Filippa passò l'infanzia nei vari palazzi di proprietà del padre quale il Savoy Palace di Londra e venne educata insieme alla sorella Elisabetta di Lancaster, Duchessa di Exeter (prima del 21 febbraio 1363-24 novembre 1426), più giovane di lei di tre anni e al fratello Enrico di sei anni minore.
Sua madre Bianca morì durante l'epidemia di peste nera del 1369 e due anni dopo suo padre si rimaritò con Costanza di Castiglia, figlia di Pietro I di Castiglia, e dopo essere rimasto di nuovo vedovo nel 1393 si sposò con Katherine Swynford, sua amante da moltissimi anni, che era stata anche una delle governanti di Filippa.
Il matrimonio divenne oggetto di scandalo e negli anni seguenti ella avrebbe sempre cercato di mantenere un certo riserbo per preservarsi dall'imbarazzo. Tuttavia pare che Filippa e i suoi fratelli abbiano apprezzato Katherine che esercitò una certa influenza sulla loro educazione, ella era cognata del poeta Geoffrey Chaucer, giacché sua sorella Philippa Roet ne era la moglie, e Giovanni Plantageneto di Chaucer era il mecenate, quindi il poeta passò diverso tempo con Filippa e i suoi fratelli. Per gli standard dell'epoca ella divenne una ragazza ben educata, studiò le scienze sotto la guida di un frate, la poesia le venne insegnata da Jean Froissart, mentre la filosofia e la teologia le vennero insegnate da John Wyclif. Studiò anche i classici latini e greci, tra cui Plinio il Vecchio ed Erodoto.

## Il matrimonio politico
Filippa divenne regina consorte del Portogallo, per la politica di alleanze che suo padre, Giovanni Plantageneto, sviluppò con il regno del Portogallo.
Così, l'11 febbraio del 1387, nella cattedrale di Porto, Filippa sposò il re del Portogallo Giovanni I, figlio illegittimo del re del Portogallo e dell'Algarve Pietro I il Giustiziere e della sua amante, Teresa Lourenço, figlia di Lourenço Martins de Praza, un mercante di Lisbona e di Sancha Martins.
Questo matrimonio costituì la fase finale dell'alleanza Anglo-Portoghese contro l'alleanza Franco-Castigliana. Il matrimonio in sé era tipico del proprio tempo, figlio più dei bisogni politico-dinastici delle famiglie coinvolte che dei sentimenti o dell'attrazione degli sposi che, per altro, si incontrarono solo dodici giorni dopo essere già stati legalmente uniti in matrimonio. Del resto Filippa era considerata una bellezza piuttosto scialba e suo marito Giovanni aveva già un'amante, Inês Pires, da cui aveva già avuto tre figli.
Nello scegliere Filippa come sposa Giovanni stabiliva una personale alleanza con il suocero Giovanni Plantageneto ed inizialmente si rumoreggiava che egli volesse avanzare delle pretese sul Regno di Castiglia attraverso la figlia Caterina di Lancaster che aveva avuto dalla seconda moglie Costanza di Castiglia. Giovanni era, de facto, il sovrano di Castiglia e si temeva che avrebbe potuto sfidare la posizione del genero che era a capo di una dinastia appena installatasi al trono del Portogallo. Invece Giovanni e Giovanni Plantageneto nel 1386 segnarono l'inizio di un'alleanza fra i due paesi destinata a durare, più o meno ufficialmente, per secoli.
All'epoca del matrimonio Filippa aveva ventisette anni ed era considerata decisamente vecchia per essere soltanto alle prime nozze tanto che si temeva della sua capacità di concepire, ogni timore venne comunque spazzato via dai dodici figli che partorì nel corso del suo matrimonio.
Quando si sposò suo marito aveva già un figlio illegittimo, Alfonso, di dieci anni e Filippa permise a lui e alla sorella Beatrice di crescere presso la corte portoghese. La loro madre invece andò a vivere in un convento e Filippa le procurò la posizione di badessa.

## Influenza nella vita di corte
Filippa è ricordata come regina amabile e generosa e allo stesso tempo madre di una illustre generazione di principi: infatti Edoardo, che poi successe sul trono del Portogallo a suo padre, Giovanni, fu anche poeta, Pietro, grande viaggiatore, fu detto "Príncipe das Sete Partidas" (visitò la sette parti del mondo), Enrico detto il Navigatore, diede inizio al periodo delle scoperte.
Il grande poeta portoghese, Luís de Camões, li cita nel racconto epico, I Lusiadi, come Ínclita geração.
Da quanto è sopravvissuto della sua corrispondenza si evince che ella rimase sempre legata alla vita di corte inglese, in un'occasione le venne chiesto di intervenire a favore del deposto Riccardo II d'Inghilterra che era stato detronizzato da suo fratello Enrico e in un'altra spinse il riluttante Thomas FitzAlan a sposare Beatrice, la figlia illegittima di suo marito, per cementare maggiormente l'unione fra i loro paesi.
Anche in Portogallo Filippa esercitò una certa influenza; il suo Paese d'adozione era stato a lungo coinvolto in guerre contro la Castiglia e contro i Mori e ora l'economia versava in gravi condizioni e molti di coloro che avevano impieghi legati alla guerra ora ne erano privi. Ella capì che se il Portogallo avesse messo le mani su Ceuta si sarebbe assicurato il controllo sul mercato delle spezie che provenivano dall'Africa, la sua idea venne messa in atto, ma ella morì circa un mese prima della battaglia di Ceuta combattuta il 14 agosto 1415 che segnò l'inizio dell'Impero portoghese.

## La morte
Filippa morì a Odivelas di peste bubbonica nel 1415, alcuni giorni prima della spedizione di Ceuta e fu tumulata ad Odivelas.

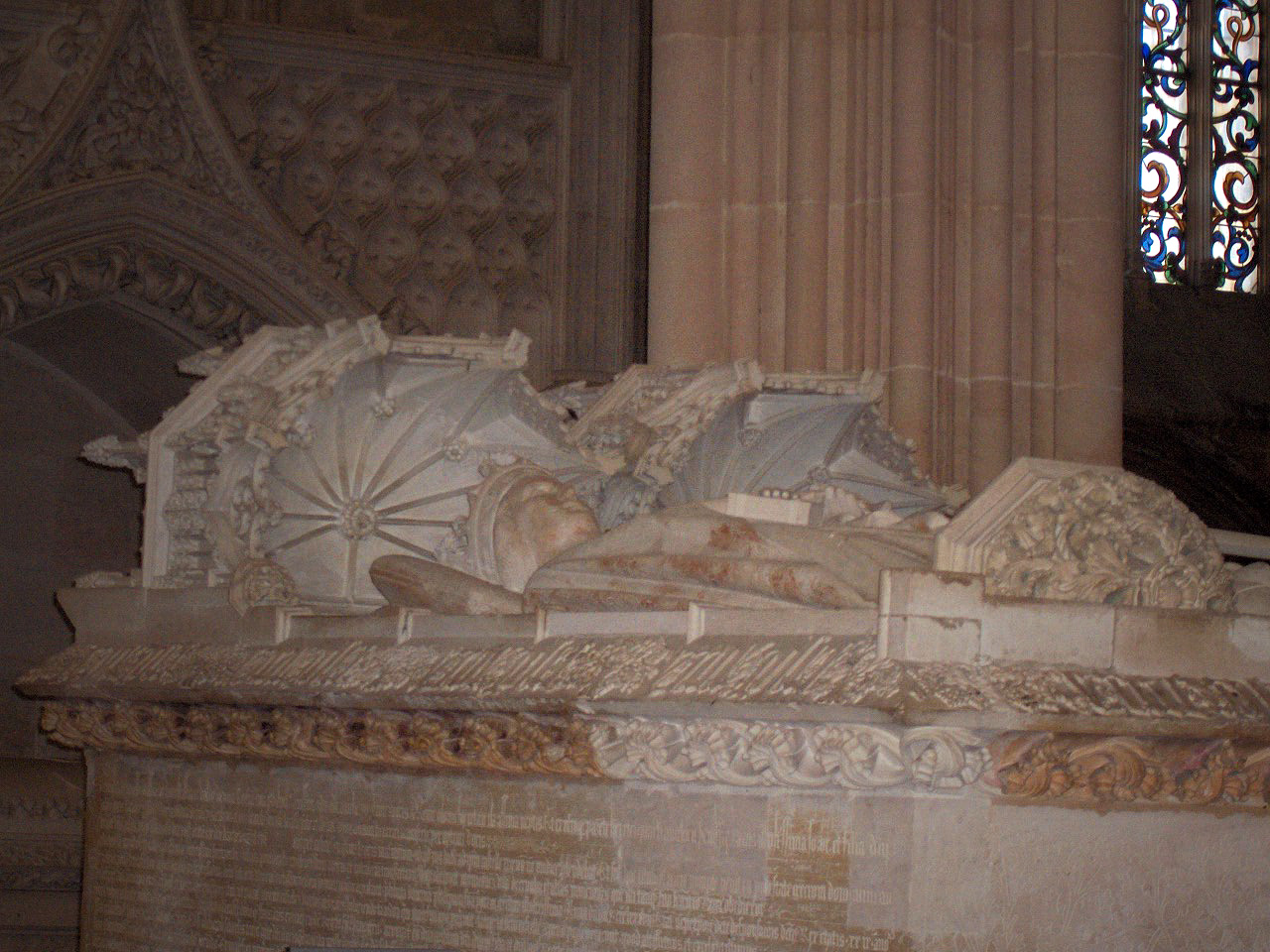
Tomba di Filippa di Lancaster, nella cappella del fondatore del Monastero di Batalha

La salma fu poi trasferita nella cappella del fondatore nel Monastero di Batalha, che il marito Giovanni stava facendo costruire.

## Figli
Filippa a Giovanni diede dodici figli:
- Bianca (1388 - 1389);
- Alfonso (1390 - 1400), erede;
- Edoardo (1391 - 1438), successore del padre con il nome di Edoardo I del Portogallo;
- Pietro (1392 - 1449), primo duca di Coimbra e reggente durante la minore età di Alfonso V del Portogallo;
- Enrico il Navigatore (1394 - 1460), primo duca di Viseu;
- Eleonora (morta giovane);
- Isabella (1397 - 1471), duchessa consorte di Borgogna tramite il matrimonio con Filippo il Buono e madre di Carlo il Temerario;
- Bianca (1398);
- Giovanni (1400 - 1442), conestabile del Portogallo;
- Ferdinando il Santo (1402 - 1443)
- Giovanna (morta giovane);
- Dionigi (morto giovane).

## Ascendenza
|                                            |                                             |                                            | Genitori               |  |  | Nonni |  |  | Bisnonni                 |  |  | Trisnonni               |  |
|                                            |                                             |                                            |                        |  |  |       |  |  | Edoardo II d'Inghilterra |  |  | Edoardo I d'Inghilterra |  |
|                                            |                                             |                                            |                        |  |  |       |  |  | Edoardo II d'Inghilterra |  |  | Edoardo I d'Inghilterra |  |
|                                            |                                             | Eleonora di Castiglia                      |                        |  |  |       |  |  | Edoardo II d'Inghilterra |  |  |                         |  |
| Edoardo III d'Inghilterra                  |                                             |                                            |                        |  |  |       |  |  | Edoardo II d'Inghilterra |  |  |                         |  |
|                                            |                                             | Isabella di Francia                        | Filippo IV di Francia  |  |  |       |  |  |                          |  |  |                         |  |
|                                            |                                             | Isabella di Francia                        | Filippo IV di Francia  |  |  |       |  |  |                          |  |  |                         |  |
|                                            |                                             | Isabella di Francia                        | Giovanna I di Navarra  |  |  |       |  |  |                          |  |  |                         |  |
| Giovanni Plantageneto, I duca di Lancaster |                                             | Isabella di Francia                        |                        |  |  |       |  |  |                          |  |  |                         |  |
|                                            |                                             | Guglielmo I di Hainaut                     | Giovanni II di Hainaut |  |  |       |  |  |                          |  |  |                         |  |
|                                            |                                             | Guglielmo I di Hainaut                     | Giovanni II di Hainaut |  |  |       |  |  |                          |  |  |                         |  |
|                                            |                                             | Guglielmo I di Hainaut                     | Filippa di Lussemburgo |  |  |       |  |  |                          |  |  |                         |  |
| Filippa di Hainaut                         |                                             | Guglielmo I di Hainaut                     |                        |  |  |       |  |  |                          |  |  |                         |  |
|                                            |                                             | Giovanna di Valois                         | Carlo di Valois        |  |  |       |  |  |                          |  |  |                         |  |
|                                            |                                             | Giovanna di Valois                         | Carlo di Valois        |  |  |       |  |  |                          |  |  |                         |  |
|                                            |                                             | Giovanna di Valois                         | Margherita d'Angiò     |  |  |       |  |  |                          |  |  |                         |  |
| Filippa di Lancaster                       |                                             | Giovanna di Valois                         |                        |  |  |       |  |  |                          |  |  |                         |  |
|                                            | Enrico Plantageneto, III conte di Lancaster | Edmondo Plantageneto, I conte di Lancaster |                        |  |  |       |  |  |                          |  |  |                         |  |
|                                            | Enrico Plantageneto, III conte di Lancaster | Edmondo Plantageneto, I conte di Lancaster |                        |  |  |       |  |  |                          |  |  |                         |  |
|                                            | Enrico Plantageneto, III conte di Lancaster | Bianca d'Artois                            |                        |  |  |       |  |  |                          |  |  |                         |  |
| Enrico Plantageneto, I duca di Lancaster   | Enrico Plantageneto, III conte di Lancaster |                                            |                        |  |  |       |  |  |                          |  |  |                         |  |
|                                            |                                             | Maud Chaworth                              | Patrick de Chaworth    |  |  |       |  |  |                          |  |  |                         |  |
|                                            |                                             | Maud Chaworth                              | Patrick de Chaworth    |  |  |       |  |  |                          |  |  |                         |  |
|                                            |                                             | Maud Chaworth                              | Isabella di Beauchamp  |  |  |       |  |  |                          |  |  |                         |  |
| Bianca di Lancaster                        |                                             | Maud Chaworth                              |                        |  |  |       |  |  |                          |  |  |                         |  |
|                                            |                                             | Enrico di Beaumont                         | Luigi di Brienne       |  |  |       |  |  |                          |  |  |                         |  |
|                                            |                                             | Enrico di Beaumont                         | Luigi di Brienne       |  |  |       |  |  |                          |  |  |                         |  |
|                                            |                                             | Enrico di Beaumont                         | Agnese di Beaumont     |  |  |       |  |  |                          |  |  |                         |  |
| Isabella di Beaumont                       |                                             | Enrico di Beaumont                         |                        |  |  |       |  |  |                          |  |  |                         |  |
|                                            |                                             | Alice Comyn                                | Alessandro Comyn       |  |  |       |  |  |                          |  |  |                         |  |
|                                            |                                             | Alice Comyn                                | Alessandro Comyn       |  |  |       |  |  |                          |  |  |                         |  |
|                                            |                                             | Alice Comyn                                | Giovanna di Latimer    |  |  |       |  |  |                          |  |  |                         |  |
|                                            |                                             | Alice Comyn                                |                        |  |  |       |  |  |                          |  |  |                         |  |